# Youth Brigade
Youth Brigade és un grup estatunidenc de punk rock format a Hollywood l'any 1980 pels germans Mark, Adam i Shawn Stern. Posteriorment, la banda va fundar el col·lectiu Better Youth Organization i BYO Records.
L'estiu de 1982, després d'enregistrar tres temes per al primer llançament discogràfic de BYO Records Someone Got Their Head Kicked In, Youth Brigade va emprendre una gira en un autobús escolar groc per 30 ciutats d'Amèrica del Nord juntament amb el grup Social Distortion. La pel·lícula de 1984, Another state of mind, recull la crònica de l'aventura.

## Discografia

### Àlbums d'estudi
- Sound & Fury (1982)
- Sound & Fury (1983)
- The Dividing Line (1986, com a The Brigade)
- Happy Hour (1994)
- To Sell the Truth (1996)

### EP i senzills
- What Price Happiness? (1984)
- Come Together (1986) (com a The Brigade)
- Come Again (EP, 1992)
- All Style No Substance (1994)

### Compartits
- Youth Brigade/Screw 32 (1995)
- BYO Split Series Volume II (1999)

### Recopilatoris
- Sink With Kalifornija (1994)
- Out of Print (1998)
- A Best of Youth Brigade (2002)